# Hợp chúng quốc
Hợp chúng quốc là chỉ quốc gia thể chế liên bang lấy đoàn kết dân chúng, thực hiện dân chủ làm ý nghĩa cốt lõi. Ví dụ Hợp chúng quốc Hoa Kỳ và Hợp chúng quốc México, cả hai quốc gia này đều là quốc gia thể chế liên bang thực hiện chế độ dân chủ. Thể chế liên bang đối lập với thể chế đơn nhất.
Một quốc gia theo thể chế đơn nhất chỉ có một chính phủ trung ương đại diện cho nhà nước thực thi quyền lợi ngoại giao, chỉ có một hiến pháp thống nhất, một hệ thống pháp luật duy nhất. Ngược lại,  một quốc gia liên bang có sự khác biệt: các bang hoặc thành viên tham gia liên minh đều có hiến pháp riêng, có quyền lợi qua lại lẫn nhau về đối ngoại, có hệ thống pháp luật riêng của mình.

## Giới thiệu sơ lược
Hợp chúng quốc là một thuật ngữ chính trị dùng để chỉ hoặc mô tả chính thể của chính quyền nhà nước, bắt nguồn từ tiếng Nhật (合衆国). Hiện tại, trên thế giới chỉ có hai quốc gia Hoa Kỳ và México sử dụng cụm từ này làm tên gọi chính thức của mình. Hợp chúng quốc thông thường chỉ nước cộng hòa có thể chế liên bang.
Thuật ngữ tương đương với "hợp chúng quốc" trong tiếng Anh là "United States", nghĩa là "liên hợp của nhiều bang" hoặc "liên hợp của nhiều chính phủ", cho nên đôi khi nó cũng được dịch là "liên bang". Ngoài ra, ở trong tiếng Anh và nhiều ngôn ngữ khác, "United States" viết chữ in thường thường được dùng làm tên gọi phổ thông của Hoa Kỳ (giống như "United Kingdom" hay dùng làm tên gọi phổ thông của Anh Quốc).

## Nước gọi là Hợp chúng quốc hoặc United States

### Hiện nay
| Nước có chủ quyền | Ngày quốc khánh           | Thể chế chính trị                                                              | Nguyên thủ quốc gia | Đầu não chính phủ | Quốc hội         | Thủ đô           | Vùng đất | Quốc kì | Quốc huy | Quốc hoa                         | Bản đồ |
| ----------------- | ------------------------- | ------------------------------------------------------------------------------ | ------------------- | ----------------- | ---------------- | ---------------- | -------- | ------- | -------- | -------------------------------- | ------ |
| Hoa Kỳ            | Ngày 04 tháng 07 năm 1776 | - Thể chế liên bang - Chế độ tổng thống - Thể chế cộng hòa - Chế độ lưỡng viện | Tổng thống Hoa Kỳ   | Tổng thống Hoa Kỳ | Quốc hội Hoa Kỳ  | Washington, D.C. | Bắc Mỹ   |         |          | Hoa hồng                         |        |
| México            | Ngày 16 tháng 09 năm 1810 | - Thể chế liên bang - Chế độ tổng thống - Thể chế cộng hòa - Chế độ lưỡng viện | Tổng thống México   | Tổng thống México | Nghị viện México | Thành phố México | Bắc Mỹ   |         |          | Hoa xương rồng và cúc thược dược |        |

### Đã ngưng bỏ
- Hợp chúng quốc Bỉ, năm 1790.
- Hợp chúng quốc Brasil, cũng gọi là "Đệ Nhất Cộng hòa Brasil", từ năm 1891 đến năm 1969.
- Hợp chúng quốc châu Trung Mỹ, cũng gọi là "Cộng hòa Liên bang Trung Mỹ", từ năm 1823 đến năm 1838.
- Hợp chúng quốc Colombia, từ năm 1863 đến năm 1886.
- Hợp chúng quốc Indonesia, từ năm 1949 đến năm 1950.
- Hợp chúng quốc Quần đảo Ionia, bây giờ là một vùng của Hy Lạp, từ năm 1815 đến năm 1864, chịu bảo hộ của Anh Quốc.
- Hợp chúng quốc Venezuela, từ năm 1864 đến năm 1953.
- Hợp chúng quốc Ả Rập, từ năm 1958 đến năm 1961.

### Trong tưởng tượng
- Hợp chúng quốc châu Phi Latinh (tiếng Pháp: États unis de l'Afrique latine) là quốc gia mà quốc phụ Cộng hòa Trung Phi Barthélemy Boganda kiến lập trong tưởng tượng.

### Hư cấu
- Hợp chúng quốc Trung Hoa là khái niệm chính trị mà quốc gia thể chế liên bang hợp thành Trung Quốc, xuất hiện từ đầu thời Dân quốc, chủ yếu chĩa thẳng vào vấn đề quân phiệt Nhật cắt chiếm riêng lãnh thổ lúc ấy.
- Hợp chúng quốc Đại Áo là giả tưởng mà một số học giả hình dung nhưng chưa bao giờ được hiện thực hóa.
- Hợp chúng quốc châu Âu là khái niệm chính trị về một liên minh còn gắn kết hơn so với Liên minh châu Âu hiện tại.
- Hợp chúng quốc châu Phi là một khái niệm chính trị đề xuất việc hợp nhất một phần hoặc tất cả nước chủ quyền của châu Phi thành một liên bang.
- Hợp chúng quốc châu Nam Mỹ là mục tiêu mà Simón Bolívar đã lên kế hoạch nhằm dựng lên một quốc gia liên bang tdựa trên các quốc gia độc lập mới ở khu vực này.